# The Processean
The Processean es un EP de los ingleses Electric Wizard. Fue vendido exclusivamente el 13 de diciembre de 2008 en el show del vigésimo aniversario de Rise Above Records, sello en el que milita la banda desde sus inicios.
The Processean fue editado en formato 12", y su sonido dista mucho del característico stoner/doom metal de Electric Wizard, motivo por el cual no ha sido bien evaluado por fanáticos. La música del EP es cercana al drone doom y al ambient.

## Lista de canciones
| N.º | Título                        | Duración |  |
| 1.  | «The Processean (Procession)» | 11:12    |  |